# يوسف مقبول
يوسف مقبول (21 يوليو 1982) لاعب كرة قدم مغربي يلعب حاليا لصالح نادي الدرجة الأولى سترة البحريني في مركز قلب الدفاع من 2013.

## الإنجازات

### المغرب الفاسي
- دوري الدرجة الثانية (1): 2006

### الأهلي
- كأس الاتحاد البحريني (1): 2007